# Efecto telenovela
El efecto telenovela (también llamado efecto soap opera) es la sensación que tiene el espectador cuando ve una película  a más FPS (fotogramas por segundo) de lo habitual. Generalmente, las películas se reproducen a 24 fotogramas por segundo, pero hay casos en los que las películas se reproducen a 48FPS. Uno de los casos más conocidos es la de la película de "El hobbit", que fue rodada a 48FPS (a pesar de que luego en muchas salas se redujera la tasa de fotogramas a la mitad). En general, el efecto telenovela resulta desagradable para el público, porque crea la sensación de que la película esté rodada con una càmara de televisión o incluso con una videocámara casera, creando cierta sensación de artificialidad. Los programas de televisión y las telenovelas, generalmente, están rodadas en vídeo y no en película, por lo que su tasa de fotogramas es mayor. Por eso a este efecto se le llama efecto telenovela.

## El efecto telenovela en las pantallas de televisión LCD
El efecto telenovela se hace especialmente evidente en las pantallas LCD. Las pantallas LCD tienen dificultades para transmitir imágenes en movimiento, ya que normalmente se ven borrosas y pierden detalles. Para evitar esto, las televisiones aumentan la tasa de fotogramas por segundo, mediante un sistema de interpolación, que crea nuevos fotogramas mezclando los ya existentes. Estos nuevos fotogramas son una mezcla del fotograma anterior y del siguiente. A pesar de que esto soluciona el problema inicial de las imágenes borrosas, al añadir fotogramas a una película rodada originalmente en 24FPS se acaba creando una sensación de artificialidad.